# 夏文汐
夏文汐（英語：Patricia Ha，1959年11月21日—），原名鄧麗群，香港女演員。她被稱為香港第一代霸氣烈女，1982年以譚家明執導的《烈火青春》一片走紅，1986年則以徐楓任製片的《殺夫》打開台灣市場。及至1989年結婚後，夏文汐減產。雖間中仍有接演影劇，然而到2000年代末才宣佈全面復出。入行多年以《唐朝豪放女》為其代表作。

## 背景

### 藝名來源
「夏文汐」一藝名由譚家明所改，靈感來自他喜歡的夏天，帶有文藝氣息的「文」字以及喜歡的台灣地名「汐止」。

### 早年生活
夏文汐生於香港，早年居住在香港仔田灣徙置區第5座。對上有6名兄姊，自己為家中幼女，父親為一名公務員。在幾歲時喪父的情況下，她由母親撫養成人。學業上，夏文汐就讀天台小學瑪大肋納嘉諾撒學校及毗鄰徙置大廈的明愛聖高弗烈職業先修學校（現為明愛莊月明中學，中一至中五），在校時無心向學，讀書成績較差。她17歲剛中學畢業便投身社會。入行之前已累積了5年工作經驗，曾於中環太古大廈的高級西餐廳「Cafe GiGi」任職招待員，再到一間洋行任職文員，而後轉職至一間保險公司任營業主任。

### 事業發展
1981年，夏文汐與朋友在尖沙咀半島酒店享用下午茶時遇到電影編劇陳韻文，然後獲對方相中且邀請拍攝電影，繼而加入導演余允抗成立的五洲世紀電影公司。在一次由五洲世紀電影公司舉行的遊船河活動上，夏文汐認識了詢問她拍攝電影意願的導演譚家明，她於是抱著嘗試心態入行，正式簽約成為五洲世紀電影公司旗下演員，並接拍其首部電影 ─ 1982年連同湯鎮業、張國榮和葉童合演的《烈火青春》。而她當時憑該齣電影入圍角逐1983年第2屆香港電影金像獎最佳新演員獎。因為增加了知名度，她於1982年7月獲麗的電視賞識，安排主持節目「貓頭鷹時間」。惟兩個月後基於邱德根入主麗的電視，該節目最終停播。另一方面由於五洲世紀於1983年年初宣佈不再製作電影，其合約自動解除。夏文汐如是以自由身接洽片約，至當年下半年才簽約為邵氏電影公司基本演員。工餘以外經營過時裝批發生意。
其後於1984年，夏文汐與萬梓良合作的《唐朝豪放女》轟動一時，並且令她自此迅速走紅。之後陸續參演了《花心紅杏》、《一屋兩妻》及《女子監獄》等，於1986年憑《花街時代》獲得第5屆香港電影金像獎最佳女主角提名。到了1980年代末期，她因結婚關係而定居美國。其時曾有電影界人士邀請他復出，皆被她以照顧家庭為由婉拒。至1996年，夏文汐應知名製作人楊佩佩邀請而復出拍攝電視劇，兼且赴臺灣發展，參與了《新龍門客棧》及《神雕俠侶》等電視劇演出。楊佩佩之所以選中夏文汐，原因出於她需要一位合適的演員去演好《新龍門客棧》一劇中的風騷老闆娘角色，於是前後3次前往美國洽談合作事宜。除了演出之外，夏文汐還於1996年受喜歡按摩及浸溫泉的念頭驅使下在美國經營按摩美容院生意（2000年代依然繼續營運）。1999年在美報讀了一間大學開辦的表演課程。
及後於2002年，夏文汐應張艾嘉邀請返回香港在《想飛》中客串。此後她一直於上海從事製作公司的幕後工作。及至2017年應樂易玲邀請首度參演無綫電視電視劇《逆緣》
。同期亦以自由身接拍ViuTV電視劇《瑪嘉烈與大衛 前度》。夏文汐現時仍活躍於演藝圈，既接拍電影，又參演劇集。2019年獲頒發第6屆美國好萊塢國際電影節金影獎（US Hollywood International Golden Film Award）特別成就獎。

### 其他資料
1985年，夏文汐曾因外借拍攝電影一事與邵氏電影公司鬧僵，引起合約糾紛。1987年2月曾違反交通規例衝紅燈撞傷警員，因而被運輸署罰停牌數月；同年她曾跟曾任華星唱片總經理的經理人、「匯星娛樂製作」負責人蘇孝良簽約。2000年代往後則改簽電影監製梁李少霞為其經理人。
除此之外，夏文汐於1980年代跟隨戴思聰學習唱歌。

## 個人生活
1980年代末期，夏文汐在臺灣拍攝電影時，認識了商人黃冠博。兩人交往3個月後便於1989年註冊結婚，後曾於美國洛杉磯、新加坡以及上海（2000年代末往後）定居，婚後育有3名女兒。不過，夏文汐曾屢次被傳婚姻出現問題；其中「台灣日報」於1998年有關的婚變報道一度令她入稟法院向報社提出控訴訟，主因起自不實報道導致她的母親當年因為此事而過於擔心，以致爆血管被送院搶救。她1999年又因有台灣傳媒指黃冠博涉及洗黑錢和另結新歡而興訟控告對方誹謗。
此外，夏文汐留美生活期間成為基督徒。姪女為藝人鄧伊婷。

## 演出作品

### 電影
| 首播   | 片名                                        | 角色         | 合作 | 備 註                                                                                         |
| 1982年 | 烈火青春 Nomad                              | Kathy        | 張國榮、葉童、湯鎮業 | 導演，編劇：譚家明$ 2,309,614，最佳新人獎提名                                                 |
| 1983年 | 奇謀妙計五福星 Winners & sinners            | 陳超之女     | 洪金寶、岑建勳、馮淬帆、鐘楚紅、吳耀漢、秦祥林、成龍、林正英、陳欣健、葉童、午馬                                                           | 洪金寶：導演，編劇，$ 21,972,419，                                                            |
| 1983年 | 摩登衙門 Oh! My cops!                       | Margaret     | 鄭則仕、王青、龍天生、廖偉雄、羅浩楷、蘇杏璿、陸劍明、黃沙文                                                                               | 導演:李修賢，$ 7,316,619，                                                                    |
| 1983年 | 花城 The last affair                        | 阿冰         | 鄭裕玲、周潤發、馬斯晨 | 區丁平，$ 3,891,437                                                                           |
| 1984年 | 無名火 Profile in anger                     | 希迪         | 梁家仁、高飛、陳惠敏、劉松仁、張翼、鄺美寶                                                                                                 | 梁家仁：導演，編劇，動作指導，$ 2,325,275，                                                   |
| 1984年 | 唐朝豪放女 an Amorous Woman of Tang Dynasty | 魚玄機       | 萬梓良、張國柱、谷峰、林凱玲、潘鎮偉、秦天南、方令正、邱剛健、韋基舜、江濤、黃樹棠、徐桂香、鄭君綿、陳家奇、洪新南、姚文基、招文欣、巫玉芬 | 方令正：導演，編劇，III（三級），$ 4,631,421，成名作                                          |
| 1984年 | 殺夫 The Woman of Wrath                     | 林市         | 白鷹、陳淑芳、楊麗音、展飛、陳建良、李淑楨、朱若蘭、金士會、丁翠                                                                           | 曾壯祥：導演、張照堂：攝影，臺灣出品，$ 1,386,641，                                           |
| 1984年 | 青蛙王子第二集-我愛羅蘭度 I love Lolanto    | 小蚊         | 陳百祥、王晶、楊雪儀、陳惠敏、高飛、董驃、艾蒂、金燕玲、胡慧中                                                                             | 王晶，$ 9,091,648，                                                                           |
| 1985年 | 鬼馬飛人 The flying Mr/B                    | 馬老師       | 鐘鎮濤、鐘楚紅、李麗珍、鄭則仕、陳冠中、汪禹、張堅庭、陳友、陳百祥、王晶                                                                   | 王晶：導演，編劇，$ 10,405,978，                                                              |
| 1985年 | 平安夜 The night caller                     |              | 胡茵夢、陳欣健、黃錦燊、王小鳳、翁世傑、狄威、沈德寶莉、李佩蕙、葉榮祖、劉天蘭                                                             | 陳欣健：導演，編劇，$ 4,772,600，                                                             |
| 1985年 | 花心紅杏 Fascinating affairs                | 懵妹之表妹   | 鐘楚紅、梁朝偉、楚原、王晶、張堅庭、章國明、麥靈芝、黃沾、李修賢、余安安、馮淬帆、石修、朱江、徐少強、顧冠忠、岳華、田青、文雋、曹查理     | 楚原、王晶、張堅庭，$ 7,632,925，                                                             |
| 1985年 | 飛虎奇兵 City hero                          | 阿慧         | 石天、鄭浩南、鄧浩光、彭健新、樓南光、王敏德、陳嘉玲、李香琴、谷峰、田青                                                                   | 餘允抗：導演，監製，$ 7,375,915，                                                             |
| 1985年 | 花街時代 My name ain't Suzie                | 水美麗       | 黃秋生、葉德嫻、于倩、丁佩、關亦男、利詩萍、顧嘉玲、黃浩義、王偉、謝芳                                                                     | 陳安琪，$ 3,089,816，重塑五十至六十年代灣仔紅燈區之情景，是八十年代之話題作。最佳女主角獎提名 |
| 1985年 | 替槍老豆 Let's have a baby                  | 婉君         | 萬梓良、曹查理、恬妮、潘震偉、鄭少萍、餘慕蓮                                                                                               | 楚原，$ 1,493,100，                                                                           |
| 1985年 | 唐朝綺麗男 The Glamorous Boys of Tang       |              | 楊帆、鈕承澤、張國柱、張盈真、苗天、孫鵬                                                                                                   | 邱剛健：導演，編劇、張照堂：攝影                                                              |
| 1987年 | 朝花夕拾 Life is a moment                   | 陸宜&6262    | 方中信、夏萍、葉玉卿、張瑪莉、喬宏、白茵、馮秀慧、戴志偉、吳家麗、黃允材、胡美儀                                                           | 胡珊：導演，監製，編劇，$1,691,506，                                                          |
| 1987年 | 一屋兩妻 Happy bigamist                     | 惠康         | 鐘鎮濤、梅豔芳、陳友、鄭孟霞、游佩玲、蘇杏璿、鄭丹瑞、秦煌、苗僑偉、沈金鈴、吳君如                                                         | 陳友，$ 22,358,928，                                                                          |
| 1987年 | 天賜良緣 Sister cupid                       | Jackie       | 鄭裕玲、張學友、張曼玉、陳百祥、鄧碧雲、太保、梁佩玲、亦千霞、李菁、陳嘉碧、吳浣儀、鄧浩光、曹查理、胡大為                                 | 黎應就：導演，監製，$11,480,086，                                                             |
| 1987年 | 不夜天 Killer's nocturne                    | 阿秋         | 萬梓良、錢小豪、謝賢、王俠、林其欣、杜德偉、李建生、狄波拉、林姍姍、崔秀麗、沈威、馮淬帆、文雋、成奎安、何偉龍、韓英傑、楊斯、鄭君綿       | 藍乃才：導演，攝影，$ 8,134,948，                                                             |
| 1987年 | 江湖龍虎鬥 The flame brothers               | 何卡希       | 周潤發、鄧光榮、甄妮、謝賢、徐少強、陳欣健、伊雷、巴山、方野                                                                               | 張同祖，$15,741,778，                                                                         |
| 1987年 | 旗正飄飄                                    | 川島芳子     | 林青霞、柯俊雄、呂琇菱、周紹棟、歸亞蕾 | 導演，編劇：丁善璽，$ 2,672,322，                                                             |
| 1988年 | 一妻兩夫 One husband too many               | 惠康         | 鐘楚紅、鐘鎮濤、陳友、梅豔芳、陳惠敏、田青                                                                                                 | 陳友，$ 13,756,748，                                                                          |
| 1988年 | 金裝大酒店 Carry on hotel                   |              | 鄭則仕、樓南光、吳耀漢、曾志偉、張學友、胡楓、倉田保昭、秦祥林、藍戰士、何守信、王祖賢、鐘楚紅、葉童、陳輝虹、葉榮祖                       | 劉鎮偉，$ 2,725,860，                                                                         |
| 1988年 | 女子監獄 Women's prison                     | 何家慧       | 陳嘉玲、馮寶寶、鄭裕玲、陳奕詩、任達華、肥媽、梁韻蕊                                                                                       | 林德祿，$ 11,498,106，                                                                        |
| 1988年 | 亡命鴛鴦 On the run                         | 殺手翟       | 元彪、陳玉蓮、秦祥林、羅烈、元華、高飛、杜德智、林立三、林保怡、李香琴                                                                     | 張堅庭：導演，編劇，$ 6,912,828，                                                             |
| 1988年 | 血衣天使 Vengeance is mine                  | 黃愛美-Amy   | 關之琳、爾冬陞、湯鎮業、林其欣、金興賢、潘震偉                                                                                             | 李志毅，$ 4,518,830，                                                                         |
| 1988年 | 怨女 Rouge of the North                     | 銀娣         | 徐明、張盈真、陳莎莉、蕭艾、丁也恬 | 但漢章：導演，編劇                                                                            |
| 1989年 | 鬼媾人 Ghost fever                          | 祥妻         | 莫少聰、曹查理、王晶、陳百祥、關之琳、葉漢良、於芷蔚、許英秀、高雄、葉子楣                                                                 | 劉仕裕，$ 5,918,111，                                                                         |
| 1989年 | 說謊的女人 I am sorry                       | 盛文月       | 劉嘉玲、吳啟華、周美鳳、羅美薇、金燕玲、曾江、關之琳、馬清儀、陳玉蓮、文雋、蔡克健                                                         | 區丁平，$ 4,776,267，                                                                         |
| 2002年 | 想飛 Princess D                             | 玲母         | 李心潔、吳彥祖、陳冠希、黃秋生 | 張艾嘉、袁錦麟，$ 1,738,485，                                                                 |
| 2011年 | 出軌的女人 Hi, Fidelity!                    | Alice        | 葉璇、吳家麗、陳偉霆、杜汶澤、鄭丹瑞、余安安、譚俊彥                                                                                       | 監製：伍健雄 導演：潘源良 編劇：楊漪珊                                                        |
| 2011年 | 保衛戰隊之出動喇！朋友！                    | 小雙母親     | 麥浚龍、曹格、林家棟、鄧麗欣、盧惠光 | 監製：陳自強 導演：黃精甫                                                                     |
| 2011年 | 競雄女俠·秋瑾                               | 吳芝瑛       | 黄奕、杜宇航、黄秋生、郑嘉颖、陈嘉桓 | 導演：邱禮濤 監製：冼國林                                                                     |
| 2013年 | 聖誕玫瑰 Christmas Rose                     | 劉倩         | 桂綸鎂、郭富城、張震、夏雨、秦海璐 | 導演：楊采妮                                                                                  |
| 2014年 | 京城81號 The House That Never Dies          | 霍家大少奶奶 | 林心如、吳鎮宇、楊祐寧 | 導演：葉偉民 監製：文雋                                                                       |
| 2016年 | 魔宫魅影                                    | 顧維邦母親   | 林心如、任達華、楊祐寧 | 導演：葉偉民 監製：文雋                                                                       |
| 2016年 | 失心者                                      | 趙老師       | 菅纫姿、連凱 | 導演：陳蔚爾                                                                                  |
| 2018年 | 神諭通天                                    | 皇太后       | 阮頌揚、陳嘉桓、余小孽、敖犬等 | 導演：李軍 監製：馮凱帥                                                                       |
| 拍攝中 | 寒戰前傳                                    |              | |                                                                                               |

### 電視劇
| 首播   | 頻道                        | 劇名                      | 角色            | 合作                                                   | 備註                     |
| 1982年 | 香港電台                    | 《屋簷下：男子漢》        |                 | 魯振順                                                 | 編導：麥繼安             |
| 1983年 | 香港電台                    | 《香港香港：飛向第四線》  | 阿南            | 何家勁、陳俊國                                         | 導演/監製：馮意清        |
| 1989年 | 臺視                        | 《春去春又回》            | 沈紫君          | 劉松仁、沈孟生、馬景濤、李立群                         |                          |
| 1996年 | 臺視                        | 《新龍門客棧》            | 金湘玉          | 馬景濤、陳紅、李立群、關禮傑、屈中恒、岳躍利、郭晉安   |                          |
| 1998年 | 民視                        | 《江山美人》              | 沈青            | 李立群                                                 |                          |
| 1998年 | 臺視                        | 《神雕俠侶》              | 黃蓉            | 任賢齊、吳倩蓮、孫興、季芹、李立群、梁家仁、陳紅、六月 |                          |
| 2017年 | ViuTV                       | 《瑪嘉烈與大衛系列 前度》 | 方淑華          | 黃秋生、廖碧兒、許志安、袁澧林、劉俊謙、馬志威、杜小喬 |                          |
| 2018年 | 無綫電視                    | 《逆緣》                  | 翁芷蕎          | 黎耀祥、陳家樂、黎諾懿、姜大偉                         |                          |
| 拍攝中 | 浙江影視 中國電視劇製作中心 | 《澳門青年》              |                 |                                                        | 澳門回歸25週年紀念電視劇 |
| 未播映 | 無綫電視                    | 《新聞女王2》             | 阮雪君（Pat姐） | 佘詩曼                                                 |                          |

## 節目主持
- 1982年：貓頭鷹時間（麗的電視）

## 參與節目
- 1989年：今夜不設防（第7集，亞洲電視）
- 2011年：今日VIP（3月22日，無綫電視）
- 2011年：主播會客室（有線電視）
- 2015年：往事．並不如煙（有線電視）
- 2020年：再見2020 你還好嗎（第2集、無綫電視）

## 廣告
- 1984年 Charles Jourdan 手錶（與林子祥）
- Max Factor
- 1989年 力士香皂
- 1997年 數碼通「真的承諾」系列

## 獎項
| 年份   | 獲提名   | 獎項                           | 結果 |
| ------ | -------- | ------------------------------ | ---- |
| 1983年 | 烈火青春 | 第2屆香港電影金像獎-最佳新演員 | 提名 |
| 1986年 | 花街時代 | 第5屆香港電影金像獎-最佳女主角 | 提名 |

## 外部連結
- 夏文汐Patricia的新浪微博
- 中文電影資料庫─夏文汐 （页面存档备份，存于）
- Pat Ha在互联网电影资料库（IMDb）上的資料（英文）
- 夏文汐在香港影庫上的簡介
- 夏文汐在豆瓣上的资料（简体中文）
- 夏文汐在时光网上的簡介（简体中文）